# Dora Ortelecan-Dumitrescu
Dora Ortelecan-Dumitrescu (n. 25 mai 1969, Jibou) este mânuitor de păpuși și actriță de film, scenă și voce română.

## Biografie
Dora Dumitrescu a absolvit in 1997 UNATC „Arta actorului mânuitor de păpuși și marionete”. Este actriță la Teatrul Țăndărică.
Dora Dumitrescu este căsătorită cu actorul Mihai Dumitrescu.

## Filmografie
- Garcea și oltenii (2002)[5]
- La bloc
- The Secret Kingdom (1998)[6]

## Dublaj
- Inazuma Eleven Mark Evans, Silvia Woods (Cartoon Network)
- Eliot Kid - Eliot (Cartoon Network)
- Scooby-Doo și Misterul din WrestleMania - Velma (Cartoon Network)
- Scooby-Doo! Abracadabra-Doo - Velma (Cartoon Network)
- Scooby-Doo: Seara talentelor - Velma (Cartoon Network)
- Scooby-Doo și Sabia Samuraiului - Velma (Vartoon Network)
- Ed, Edd și Eddy - Sarrah (Cartoon Network)
- Fetițele Powerpuff - Blossom (Cartoon Network)
- Scooby-Doo! Masca Șoimului Albastru (Boomerang)
- Filmul lui Daffy Duck: Insula fantastică - Tweety (Boomerang)
- Looney Tunes - Tweety, Henery Șoimul
- Tom și Jerry: Filmul - Jerry (Cartoon Network)
- Casa magicianului - Dylan[7]
- Tom și Jerry- Jerry, Tuffy, Rățușca, Mami Doi Pantofi, Joan
- Viața cu Louie - Tommy Anderson
- Lumea lui Bobby - Bobby
- Copiii de la 402 - Jessie Mccoy

## Teatru
Teatrul Țăndărică
- Capra cu trei iezi - de Ion Creangă
- Punguța cu doi bani - Ion Creangă, regia - Decebal Marin
- Fata babei și fata moșneagului - Ion Creangă, regia - Daniel Stanciu
- Jack și vrejul de fasole - de Joseph Jacobs, regia - Daniel Stanciu
- Tom Degețel - regia Daniel Stanciu[8]
- Frumoasa și bestia - regia Daniel Stanciu